# A Spor
 (juin 2023).
Si vous disposez d'ouvrages ou d'articles de référence ou si vous connaissez des sites web de qualité traitant du thème abordé ici, merci de compléter l'article en donnant les références utiles à sa vérifiabilité et en les liant à la section « Notes et références ».
A Spor est une chaîne sportive turque qui a commencé à émettre le 18 septembre 2014. 
C'est la chaîne sportive la plus regardée après la chaîne TRT Spor.[non neutre] En plus du football, la chaîne diffuse des matchs de nombreuses branches sportives telles que le basket, le volley, le golf, la lutte, , etc.. La chaîne détient les droits de diffusion de la Coupe de Turquie et de la Turquie Super Coupe . 
Créée en 2016, A Spor Radio diffuse conjointement avec la chaîne de télévision.